# Gelbscheitelpipra
Der Gelbscheitelpipra (Lepidothrix vilasboasi) ist eine Vogelart aus der Familie der Schnurrvögel, die nur von zwei Gegenden aus dem südwestlichen Teil des brasilianischen Bundesstaates Pará bekannt ist.

## Merkmale
Der Gelbscheitelpipra erreicht eine Länge von 8,5 Zentimetern. Das Männchen weist einen glitzernd grünlichgoldenen Scheitel und Nacken auf. Der Unterrücken und die Oberschwanzdecken sind grünlichgelb. Der restliche Kopf und die Oberseite sind grün. Die Hand- und Armschwingen sowie die Schwanzfedern sind überwiegend schwarz mit breiten grünlichen Rändern. Der Bereich vom Kinn bis zur Brust ist grün. Bauch und Unterschwanzdecken sind gelblich. Die Iris ist hellgrau. Der Schnabel ist hellbläulich. Die Beine sind rosa-fleischfarben. Das Weibchen sieht dem Männchen ähnlich, wobei der Scheitel eine leicht bläuliche Tönung zeigt und sowohl die Oberseite als auch der Bereich um den Bürzel grünlich ist. Die Stimme ist ein surrendes prreee, das manchmal in Reihen ertönt.

## Vorkommen und Lebensraum

Verbreitungsgebiet des Gelbscheitelpipra (grün) in Brasilien

Das Verbreitungsgebiet des Gelbscheitelpipra ist auf das Gebiet des oberen Río Cururu-rí, eines Nebenflusses des Rio Tapajós in der Serra do Cachimbo, und auf die Region von Consórcio Jamunxim im südwestlichen Teil des brasilianischen Bundesstaates Pará beschränkt. Der Lebensraum sind feuchte Wälder in Höhenlagen bis 200 m.

## Lebensweise
Der Gelbscheitelpipra ernährt sich von kleinen Früchten und Insekten. Mehr ist über seine Lebensweise nicht bekannt.

## Systematik
Der Gelbscheitelpipra wurde 1959 von Helmut Sick als gültige Art beschrieben. Eine Studie aus dem Jahr 2017 kam jedoch zu dem Ergebnis, dass es sich bei diesem Taxon um eine fortpflanzungsfähige Hybridspezies handelt. 80 Prozent des Erbguts stammen vom Opalscheitelpipra (Lepidothrix iris) und 20 Prozent vom Weißbürzelpipra (Lepidothrix nattereri).

## Status
Der Gelbscheitelpipra wurde 1957 von Helmut Sick am Oberlauf des Río Cururu-rí entdeckt und anhand von fünf Exemplaren beschrieben. Danach blieb die Art verschollen, bis ein Männchen im Mai 2002 am Río Jamunxim nahe Novo Progresso, ungefähr 200 km von der Terra typica entfernt, wiederentdeckt wurde. Der Fundort am Río Cururu-rí liegt innerhalb des 400.000 Hektar großen Mundurucânia Forest Reserve, das sich im Privatbesitz der brasilianischen Luftwaffe befindet und streng geschützt ist. Der Zutritt ist eingeschränkt und Holzfällen ist untersagt. Der zweite Fundort am Río Jamunxim ist wegen des Baus der Straße BR-163 Cuiabá-Santarém gerodet worden. 2006 wurden zwei Balzarenen in einem selektiv gerodeten Waldgebiet, etwa 20 km vom Gebiet aus dem Jahre 2002 entfernt, entdeckt. Das Ausmaß der Entwaldung in der Umgebung der Terra typica ist unbekannt, aber in der Region wird Viehzucht betrieben. Das Gebiet bei Novo Progresso steht unter enormen Druck durch den steigenden Bedarf an Weideland und gehört zu den am stärksten von Rodung bedrohten Regionen am Amazonas. Durch die Pflasterung der Straße BR-163 Cuiabá-Santarém und den Anstieg des Verkehrs nach Santarém durch die Öffnung der Soja-Märkte wird in Zukunft eine noch stärkere Lebensraumzerstörung befürchtet. Im Jahr 2015 ging BirdLife International von einem Bestand zwischen 2500 und 10.000 Exemplaren aus und stufte die Art als gefährdet ein. Im Jahr 2021 wird der Bestand auf zwischen 15.000 und 137.000 Exemplare geschätzt, die Art gilt damit nicht mehr als gefährdet.